# Pierre Mbongo
Pierre Mbongo – kongijski piłkarz grający na pozycji obrońcy. W swojej karierze rozegrał 3 mecze w reprezentacji Konga.

## Kariera klubowa
W swojej karierze piłkarskiej Mbongo grał w klubie Inter Brazzaville.

## Kariera reprezentacyjna
W reprezentacji Konga Mbongo zadebiutował 18 sierpnia 1990 w wygranym 1:0 meczu kwalifikacji do Pucharu Narodów Afryki 1992 z Malawi, rozegranym w Lilongwe. W 1992 roku został powołany do kadry na Puchar Narodów Afryki 1992. Zagrał na nim w jednym meczu grupowym, z Algierią (1:1). Od 1990 do 1992 wystąpił w kadrze narodowej 3 razy.